# Ladronellum mariannarum
Ladronellum mariannarum é uma espécie de gastrópode  da família Charopidae.
É endémica de Guam.